# Ochthebius abeillei
Ochthebius abeillei är en skalbaggsart som beskrevs av Guillebeau 1896. Ochthebius abeillei ingår i släktet Ochthebius och familjen vattenbrynsbaggar. Inga underarter finns listade i Catalogue of Life.